# Freddie Hubbard
Frederick Dewayne Hubbard, detto Freddie (Indianapolis, 7 aprile 1938 – Sherman Oaks, 29 dicembre 2008), è stato un trombettista statunitense di musica jazz.

## Biografia
Virtuoso e tecnicamente versatile, Freddie Hubbard ha presto maturato un sound particolare e personale di natura prevalentemente hard bop con forti venature di free jazz. Esordisce da professionista con il chitarrista Wes Montgomery. Nel 1958 lascia Indianapolis per New York, dove inizia a collaborare con Sonny Rollins e J.J.Johnson.
Il 1960 è il suo anno: registra con John Coltrane, partecipa all'album manifesto di Ornette Coleman Free Jazz: A Collective Improvisation, suona nel capolavoro di Oliver Nelson The Blues and the Abstract Truth, incide con la Blue Note da leader di un quintetto che vede al sax alto James Spaulding (Hub-tones, ecc.). Il successo continua, entra nei Jazz Messengers di Art Blakey (1961 - 1964) ed è presente nei più importanti dischi del momento: Ascension di Coltrane, Out To Lunch di Eric Dolphy e Maiden Voyage di Herbie Hancock. A fine anno, registra il brano A Peck a Sec., scritto da Hank Mobley, con Paul Chambers, McCoy Tyner e lo stesso Mobley.
Nel 1970 registra due dischi importanti: Red Clay e Straight Life che gli decreteranno un successo mondiale. Con l'album seguente First Light (1971) vincerà il Grammy Award. Rovinerà in parte il successo raggiunto incidendo una serie di dischi ben lontani dal livello dei precedenti con la Columbia. Si rifà però nel 1977 quando viene chiamato in tournée da Herbie Hancock. Dimostra ai critici che non è finito e le case discografiche con cui inciderà i dischi seguenti gli daranno ragione e fiducia.
Dopo il 1993, per le conseguenze di un'infezione di una ferita al labbro superiore, la sua brillantezza sulla tromba era ridimensionata e da allora si limitava a suonare il flicorno.
Freddie Hubbard muore a Sherman Oakes (California) all'età di 70 anni il 29 dicembre 2008, in seguito alle complicazioni di un attacco cardiaco che lo aveva colpito il 26 novembre dello stesso anno.

## Discografia
1960-1969
- Open Sesame (Blue Note 1960)
- Goin' Up (Blue Note 1960)
- Hub Cap (Blue Note 1961)
- Con Willie Wilson: Minor Mishap (Blue Note/Black Lion 1961)
- Ready For Freddie (Blue Note 1961)
- The Artistry of Freddie Hubbard (Impulse! 1962)
- Hub-Tones (Blue Note 1962)
- Here To Stay (Blue Note 1962)
- The Body And Soul Of Freddie Hubbard (Impulse! 1963)
- Breaking Point (Blue Note 1964)
- Blue Spirits (Blue Note 1965)
- The Night Of The Cookers - Live At Club La Marchal, Vol. 1 (Blue Note 1965)
- The Night Of The Cookers - Live At Club La Marchal, Vol. 2 (Blue Note 1965)
- Backlash (Atlantic 1967)
- High Pressure Blues (Atlantic 1968)
- A Soul Experiment (Atlantic 1968)
- The Black Angel (Atlantic 1969)

1970-1979
- The Hub Of Hubbard (MPS 1970)
- Red Clay (CTI 1970)
- Straight Life (CTI 1970)
- The Black Angel (Atlantic 1970)
- Sing Me A Song (Atlantic 1971)
- First Light (CTI 1972)
- Sky Dive (CTI 1973)
- In Concert, Vol. 1 (CTI 1973)
- In Concert, Vol. 2 (CTI 1973)
- Keep Your Soul Together (CTI 1974)
- Polar AC (CTI 1974)
- High Energy (Columbia 1974)
- Liquid Love (Columbia 1975)
- Gleam (Sony 1975)
- Windjammer (Columbia 1976)
- Bundle of Joy (Columbia 1977)
- Super Blue (Columbia 1978)
- Here To Stay 1961/1962 Recordings (Blue Note 1979)
- The Love Connection (Columbia 1979)
- Freddie Hubbard Live in France 1973 (DVD Jazz Icons MDVD-2005)

1980-2008
- Skagly (Columbia 1980)
- Live At The North Sea Jazz Festival (Pablo 1980)
- Mistral (Liberty 1980)
- Outpost (Enja 1981)
- Splash (Fantasy 1981)
- Rollin' (MPS 1981)
- Keystone Bop: Sunday Night (Prestige 1982)
- Born To Be Blue (Pablo 1982)
- Con Oscar Peterson: Face To Face (Pablo 1982)
- Back To Birdland (Real Time 1983)
- Sweet Return (Atlantic 1983)
- con Woody Shaw: Double Take (Blue Note 1985)
- con Woody Shaw: The Eternal Triangle (Note 1987)
- con Benny Golson: Stardust (Denon 1987)
- Life Flight (Blue Note 1987)
- con Art Blakey: Feel The Wind (Timeless 1988)
- Times "Are Changin" (Blue Note 1989)
- Topsy: Standard Book (Triloka 1990)
- Bolivia (Music Masters 1991)
- Live At Fat Tuesday's (Music Masters 1992)
- Live At The Warsaw Jazz Festival (Jazzmen 1992)
- MMTC (Music Masters 1995)
- Blues For Miles (Evidence 1996)
- Above And Beyond (Metropolitan 1999)
- New Colors (Hip Bop 2001)
- con Jimmy Heath: Jam Gems: Live At The Left Bank (registrazione del 1965) (Label M 2001)